# Madeiranzonia gibbera
Madeiranzonia gibbera is een slakkensoort uit de familie van de Rissoidae. De wetenschappelijke naam van de soort is voor het eerst geldig gepubliceerd in 1873 door Watson.